# Steen Due
Steen Due  (Copenhaguen, 27 de febrer de 1898 - Glostrup, Hovedstaden, 26 de maig de 1974) va ser un jugador d'hoquei sobre herba danès que va competir a començaments del segle xx.
El 1920 va prendre part en els Jocs Olímpics d'Anvers, on va guanyar la medalla de plata com a membre de l'equip danès en la competició d'hoquei sobre herba.